# Michael Wright (hokeista na trawie)
Michael George Wright (ur. 8 września 1922 na terenie obecnej Malezji, zm. 20 września 2001 w Nowej Zelandii) – singapurski hokeista na trawie, olimpijczyk. Zawodnik Singapore Recreation Club.
Uczestnik Letnich Igrzysk Olimpijskich 1956. Reprezentował Singapur w trzech meczach: z Belgią, Australią (obydwa zakończyły się wyraźnymi porażkami Singapuru 0-5) oraz ze Stanami Zjednoczonymi (Singapurczycy zwyciężyli 6-1). W wygranym meczu z Amerykanami zdobył jednego gola, jedynego zresztą którego strzelił na tym turnieju. Jego reprezentacja zajęła finalnie ósme miejsce w stawce 12 zespołów.